# 青少年流行音樂
青少年流行音樂（英語：Teen Pop）是流行樂的一個子類別，主要面向10歲到18歲市場（即青春期前期和青春期青少年）。 其主要音樂風格包括：流行樂、舞曲、電子音樂、節奏布魯斯、嘻哈音樂、鄉村音樂和搖滾樂。 典型的青少年流行音樂歌詞意象有：性與愛、尋找自我、友誼、成長。

## 起源
一般認為，青少年流行音樂緣起於美國1940年代末期，那時正值搖擺音樂（大樂隊）時期（約1935年至1946年）的尾聲。戰後世界新秩序開始重建之際，新的文化觀念逐漸在當時的新生代形成。青年偶像歌手初度湧現於當時的流行音樂圈，例如經典的法蘭克·辛納屈。美國1960年代早期，是青少年流行音樂偶像派歌手的黃金時期。

## 曲風的特色
青少年流行音樂注重舞蹈編排，強調視覺吸引力（如演唱者擁有出色的外貌、體型及誇張的髮型和名牌服飾），而且主唱在副歌部分與和聲反復演唱。

## 各種差異
儘管青少年流行音樂是流行音樂中一個很重要的分屬，而且其普遍性的特質也與青少年崇尚的普世價值很貼近，然而有見於不同國家﹑民族擁有其獨特的生活文化，故此，這些獨特的生活文化會讓青少年流行音樂，在大同之中添上不同的色彩。
據台灣的一項研究發現，居住地區﹑年齡﹑性別，及同儕參與﹑家庭認同﹑媒體涉入等因素，會造成差異。
該研究指出，以台北與高雄兩市的國高中生為例：
- 高雄市青少年對通俗歌曲及節奏藍調的喜好度高於台北市
- 國中生偏好通俗歌曲，高中生對節奏藍調﹑搖滾與其他類接受度較高
- 女生除嘻哈音樂外對其他流行音樂的喜好均高於男生
- 家中有或無鋼琴者的流行音樂態度沒有差異（即家庭經濟負擔能力沒有對青少年流行音樂的喜好造成強大的影響）
- 通俗歌曲與搖滾音樂的偏好度是推估青少年流行音樂態度的有效指標
- 同儕與媒體對青少年流行音樂態度的影響大於家庭